# Silicon Valley Comic-Con

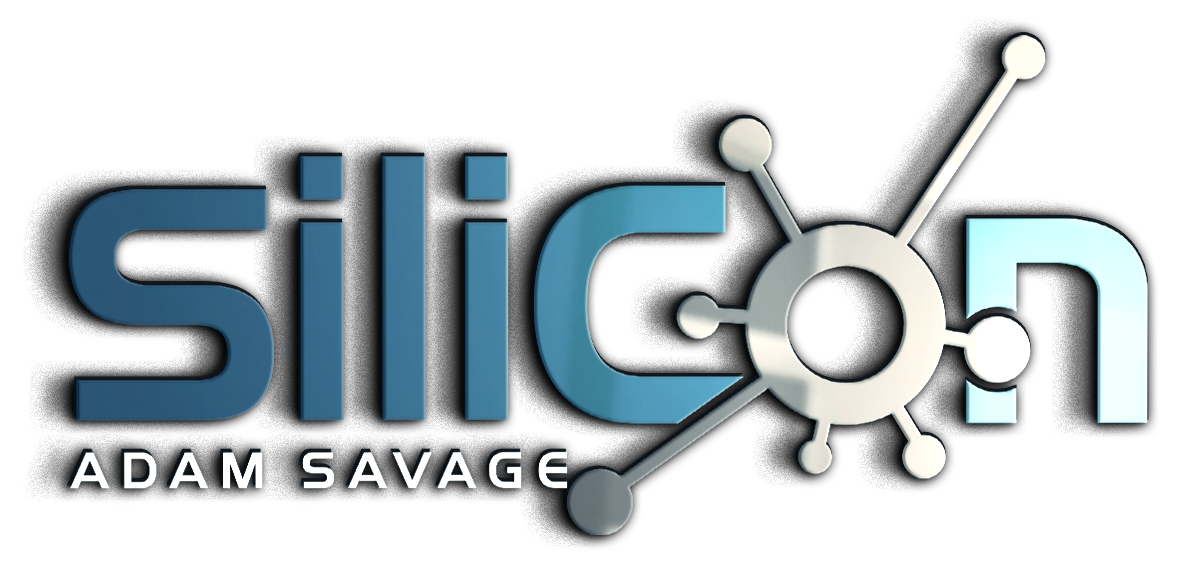
Logo de Silicon Valley Comic-Con.

La Silicon Valley Comic-Con est une convention annuelle sur la culture pop et la technologie, qui se déroule au Centre de convention de San Jose, en Californie. La convention a été cofondée par Steve Wozniak et Rick White dont la première édition a eu lieu du 18 au 20 mars 2016 au Centre de convention McEnery de San Jose. 
La convention a été rebaptisée SiliCon en 2020 et Adam Savage a été nommé directeur de la convention.  